# Мишустин, Александр Терентьевич
Александр Терентьевич Мишустин (1934, Среднее, Верховский район, Центрально-Чернозёмная область, РСФСР, СССР — 10 февраля 1975, Москва) — советский хозяйственный, государственный и политический деятель, Герой Социалистического Труда.

## Биография
Родился в 1934 году в селе Среднее Верховского района Центрально-Чернозёмной области. Член КПСС.
С 1954 года — на хозяйственной, общественной и политической работе. В 1954—1975 гг. — наладчик электровакуумного оборудования на Московском электроламповом заводе, наладчик Московского завода электровакуумных приборов Министерства электронной промышленности СССР.
Указом Президиума Верховного Совета СССР от 26 апреля 1971 года за выдающиеся заслуги в выполнении пятилетнего плана, создании новой техники и развитии электронной промышленности присвоено звание Героя Социалистического Труда с вручением ордена Ленина и золотой медали «Серп и Молот».
За разработку, изготовление и ввод в эксплуатацию первого в стране комплекса автоматизированного технологического оборудования промышленного производства цветных кинескопов был в составе коллектива удостоен Государственной премии СССР в области науки и техники 1975 года.
Умер в Москве в 1975 году.